# Cantone di Saint-Georges-de-l'Oyapock
Il cantone di Saint-Georges-de-l'Oyapock è una divisione amministrativa dell'arrondissement di Caienna, nel dipartimento d'oltremare della Guyana.
È formato dai comuni di:
- Camopi
- Ouanary
- Saint-Georges-de-l'Oyapock